# Memory Love
Memory Love (chino tradicional: 噗通噗通我愛你, pinyin: pū tōng pū tōng wǒ ài nǐ), es una serie taiwanesa transmitida del 6 de agosto del 2017 hasta el 10 de diciembre del 2017 a través de TTV y SETTV.

## Sinopsis
Cuando Qiao Jia En y su novio, Wang Xiu Kai, están regresando a Taiwán del extranjero para reunirse con el padre adinerado y rico de Jia En, tienen un fuerte accidente automovilístico en donde Jia sufre de una conmoción cerebral lo que ocasiona que pierda la memoria, mientras que Shu Kai pierde la vida luego de sufrir muerte cerebral.
La amiga de Jia-en, Zhao Ai Li se aprovecha de lo sucedido y se hace pasar por Jia En, para reunirse con el padre de su amiga asumiendo su lugar en una vida privilegiada. 
Mientras tanto, cuando el chef de repostería Xing Shaotian, colapsa durante un banquete, es llevado al hospital donde le dicen que necesita un trasplante de corazón inmediatamente y termina recibiendo el corazón de Shu Kai. Cuando Jia En conoce a Shaotian, se sienten atraídos el uno por el otro y poco a poco comienzan a enamorarse. Con la ayuda de Shaotian, Jia En pronto comenzará a recuperar la memoria y el lugar que le corresponde.

## Reparto

### Personajes principales
| Actor                   | Personaje                       | Nº de episodios | Notas |
| ----------------------- | ------------------------------- | --------------- | --- |
| Andy Chen Zhu You Cheng | Xing Shaotian (Louis)           | 18              | Es un joven chef que recibe un trasplante de corazón, luego de colapsar durante un evento. Cuando conoce a Jia En se enamora de ella. |
| Mandy Wei               | Qiao Jia En / Jin Jia En (Anne) | 18              | Es una joven que pierde la memoria y a su novio en un accidente automovilístico mientras se encontraba en camino para reunirse con su padre. Cuando conoce a Shatoian comienza a sentirse atraída y poco a poco comienza a enamorarse de él. |
| Jolin Chien             | Duan Ruo Fan                    | -               | Es el medio hermano de Xing Shaotian. Está enamorado de Jia En, sin embargo ella no le corresponde. |
| Mandy Tao               | Zhao Ai Li                      | -               | Una joven egoísta que se hace pasar por la amiga de Jia En. Luego de que Jia En pierda la memoria Ai Li le roba su identidad y se hace pasar por ella.                                                                                       |
| Kris Shen               | Li Xiao Fei                     | -               | |
| Nylon Chen              | Wang Xiu Kai                    | -               | Es el novio de Qiao Jian En, quien muere en un accidente automovilístico luego de sufrir de muerte cerebral y cuyo corazón es trasplantado a Shatoian.                                                                                       |

### Personajes secundarios
| Actor                      | Personaje               | Nº de episodios | Notas |
| -------------------------- | ----------------------- | --------------- | ----- |
| Angus Kuo                  | Zhou Chao Qun           | -               |       |
| Roy Chang (Shen You Cheng) | Ye Ni (Brownie)         | -               |       |
| Cliff Cho                  | Napoleon                | -               |       |
| Winnie Wu                  | Ou Fei Xiang            | -               |       |
| Yang Chieh-mei             | Xing Mei Yu             | -               |       |
| Anthony Bao                | Duan Chang Feng         | -               |       |
| Doris Kuang                | Jiang Hui Yuan          | -               |       |
| Shen Meng-sheng            | Jin Da Zheng            | -               |       |
| Gail Lin                   | Zhang Mei Lan           | -               |       |
| Sun Peng                   | Sun Hu (Hermano Fei Hu) | -               |       |

### Apariciones especiales
| Actor           | Personaje     | Ocupación                       | Notas |
| --------------- | ------------- | ------------------------------- | ----- |
| Chen Chih-yuan  | Hermano Bao   | -                               |       |
| Cindy Yen       | Jenny         | -                               |       |
| Hu Tien-lan     | Hu Tien-lan   | -                               |       |
| Chen Chi-hsia   | -             | Director del Orfanato           |       |
| Ban Tie-hsiang  | Hermano Chen  | -                               |       |
| Chen Xian Lue   | -             | Seguridad del Club de Membresía |       |
| Chen Yu-mei     | Qiao Shu Zhen | -                               |       |
| Enson Chang     | Marco         | -                               |       |
| Lin Yun Xi      | Mei Miao      | -                               |       |
| Li Zheng Da     | Ah Da         | -                               |       |
| Lin Hsiu-chin   | -             | Dueño de la Tienda de Trajes    |       |
| Chen Ting-hsuan | Ye Ke (Ye Zi) | -                               |       |
| Chen Jia Kui    | Stephen       | -                               |       |
| Zhu Jia Yi      | Lily          | -                               |       |
| Chapman To      | -             | Dueño del Puesto de Fideos      |       |
| Guan Jin Zong   | -             | Médico                          |       |

## Episodios
La serie estuvo conformada por 18 episodios, los cuales fueron emitidos todos los sábados de 10:00 a 11:30pm.

### Índices de audiencia
| Episodio | Título en inglés (Título en chino)                                  | Fecha de emisión         | Calificaciones promedio |
| --- | ------------------------------------------------------------------- | ------------------------ | ----------------------- |
| 1 | The Memory Of Lemon Pie (記憶中的檸檬派)                            | 6 de agosto de 2017      | 0.66                    |
| 2 | Boss' Tiramisu (Boss的提拉米蘇)                                     | 23 de agosto de 2017     | 0.75                    |
| 3 | Your Everything Belongs To Me (妳的一切都歸我管)                    | 20 de agosto de 2017     | 0.71                    |
| 4 | I'll Always Be By Your Side To Protect You (我會一直在你身邊保護你) | 27 de agosto de 2017     | 0.80                    |
| 5 | I Like You (我喜歡你)                                               | 3 de septiembre de 2017  | 0.99                    |
| 6 | Seal Of The Heartbeat (封存的心跳聲)                                | 10 de septiembre de 2017 | 0.67                    |
| 7 | Princess' Wish (公主的願望)                                         | 17 de septiembre de 2017 | 0.81                    |
| 8 | You're Gone                                                         | 24 de septiembre de 2017 | 0.70                    |
| 9 | Tiramisu Confession (提拉米蘇告白)                                  | 1 de octubre de 2017     | 0.91                    |
| 10 | The Princess And The Knight (公主與騎士)                            | 8 de octubre de 2017     | 0.96                    |
| 11 | Jia En And Ai Li (佳恩與艾莉)                                       | 15 de octubre de 2017    | 0.87                    |
| 12 | Frosting Of Happiness (幸福的糖霜)                                  | 22 de octubre de 2017    | 0.86                    |
| 13 | Memories Of Love (愛情記憶)                                         | 29 de octubre de 2017    | 0.84                    |
| 14 | Guard Your Heartbeat (守護你的心跳)                                 | 5 de noviembre de 2017   | 0.85                    |
| 15 | Source Of Happiness (幸福的來源)                                    | 12 de noviembre de 2017  | 1.02                    |
| 16 | Happiness Has An Expiration Date (幸福保存期限)                     | 19 de noviembre de 2017  | 0.87                    |
| 17 | Unbearable Burden (無法承受的負荷)                                  | 26 de noviembre de 2017  | 0.86                    |
| 18 | Thump Thump I Love You (噗通噗通我愛你)                             | 3 de diciembre de 2017   | 0.93                    |
| Promedio | Promedio                                                            | Promedio                 | 0.84                    |
| Las unidades en indican el episodio con mayor audiencia, mientras que la unidad en indica el episodio con menor audiencia. |                                                                     |                          |                         |

## Música
El soundtrack de la serie estuvo conformado por 12 canciones:
| No. | Artista (as)      | Canción                                         | Notas              |
| --- | ----------------- | ----------------------------------------------- | ------------------ |
| 1   | A-Lin ft. J.Sheon | "The Song You Picked Saves Me (你點的歌救了我)" | (música de inicio) |
| 2   | Bii               | "You're Gone"                                   | (música de cierre) |
| 3   | Bii               | "Be Your Light"                                 |                    |
| 4   | Bii               | "I Need You Girl (愛你就夠了)"                  |                    |
| 5   | Bii               | "Think of You (我想你了)"                       |                    |
| 6   | Bii               | "Nothing at All"                                |                    |
| 7   | Bii               | "Egg (蛋)"                                      |                    |
| 8   | A-Lin             | "Pseudo-Single, Yet Single (未單身)"            |                    |
| 9   | J.Sheon           | "Breathing (呼吸)"                              |                    |
| 10  | Ailing Tai        | I Saw It Coming (以分手為前提)""                |                    |
| 11  | Ailing Tai        | "Weakness (懦弱)"                               |                    |
| 12  | Maggie Chiang     | "Dear World (親愛的世界)"                       |                    |

## Producción
La serie fue creada por "Sanlih E-Television". 
Fue dirigida por Feng Ka (ep. #1-3) y por Ker Choon Hooi (ep. #4-18), quien también fue el director ejecutivo (ep. #1-3). La serie también contó con los escritores Zhan Yun Ru, Chen Bai Zhong (ep. #1-4), Xiao Zong Feng (ep. #4-5), Wu Meng Huan (ep. #6-7) y Zhou Wen Qi (ep. #17-18), así como con los coordinadores de guionistas Chen Bi Zhen (ep. #1-16), Cai Qiu Yi (ep. #17-18). Mientras que la producción estuvo en manos de Zheng Bo Yuan, Lin Yin Sheng y Sun Qi Ming.
La serie comenzó sus filmaciones el 11 de julio del 2017 y finalizaron el 27 de noviembre del mismo año. Y fue transmitida a través de las cadenas TTV y SETTV.
Contó con el apoyo de las compañías productoras "Sanlih E-Television", "Lesly Media" y "Na Hui International Entertainment Co., Ltd."

### Distribución internacional
| País               | Cadena            | Fecha de Emisión         | Horario                          |
| ------------------ | ----------------- | ------------------------ | -------------------------------- |
| Hong Kong          | TVB Chinese Drama | 30 de septiembre de 2017 | Sábados de 1:00 a 2:30pm         |
| Malasia            | Astro Shuang Xing | 25 de enero de 2018      | Lunes a viernes de 4:00 a 5:00pm |
| Singapur           | Hub VV Drama      | 23 de marzo de 2018      | Lunes a viernes de 7:00 a 8:00pm |
| República de China | TTV               | 6 de agosto de 2017      | Sábados de 10:00 a 11:30pm       |
| República de China | SET Metro         | 12 de agosto de 2017     | Sábados de 10:00 a 11:30pm       |